# El Desemboque
El Desemboque är en ort i Mexiko.   Den ligger i kommunen Pitiquito och delstaten Sonora, i den nordvästra delen av landet, 1 700 km nordväst om huvudstaden Mexico City. El Desemboque ligger 4 meter över havet och antalet invånare är 287.
Terrängen runt El Desemboque är platt söderut, men åt nordost är den kuperad. Havet är nära El Desemboque åt sydväst.  Trakten runt El Desemboque är nära nog obefolkad, med mindre än två invånare per kvadratkilometer. Det finns inga andra samhällen i närheten. Omgivningarna runt El Desemboque är i huvudsak ett öppet busklandskap.